# Нагапана
Нагапана — правитель Західних Кшатрапів, держави-спадкоємиці Індо-скіфського царства, у північно-західній Індії.

## Життєпис
Зі вступом на престол Нагапани Кшатрапи набули значної могутності. Нагапана завоював Удджайн у 6-й рік свого царювання. У той же час цар зумів зміцнити свої позиції на заході, зайнявши традиційну базу Сатаваханів у Західній Махараштрі.
Нагапана був засновником однієї з двох головних династій правителів саків у північно-західній Індії. Засновником іншої династії був Кхаштана.